# ساحل اوماها

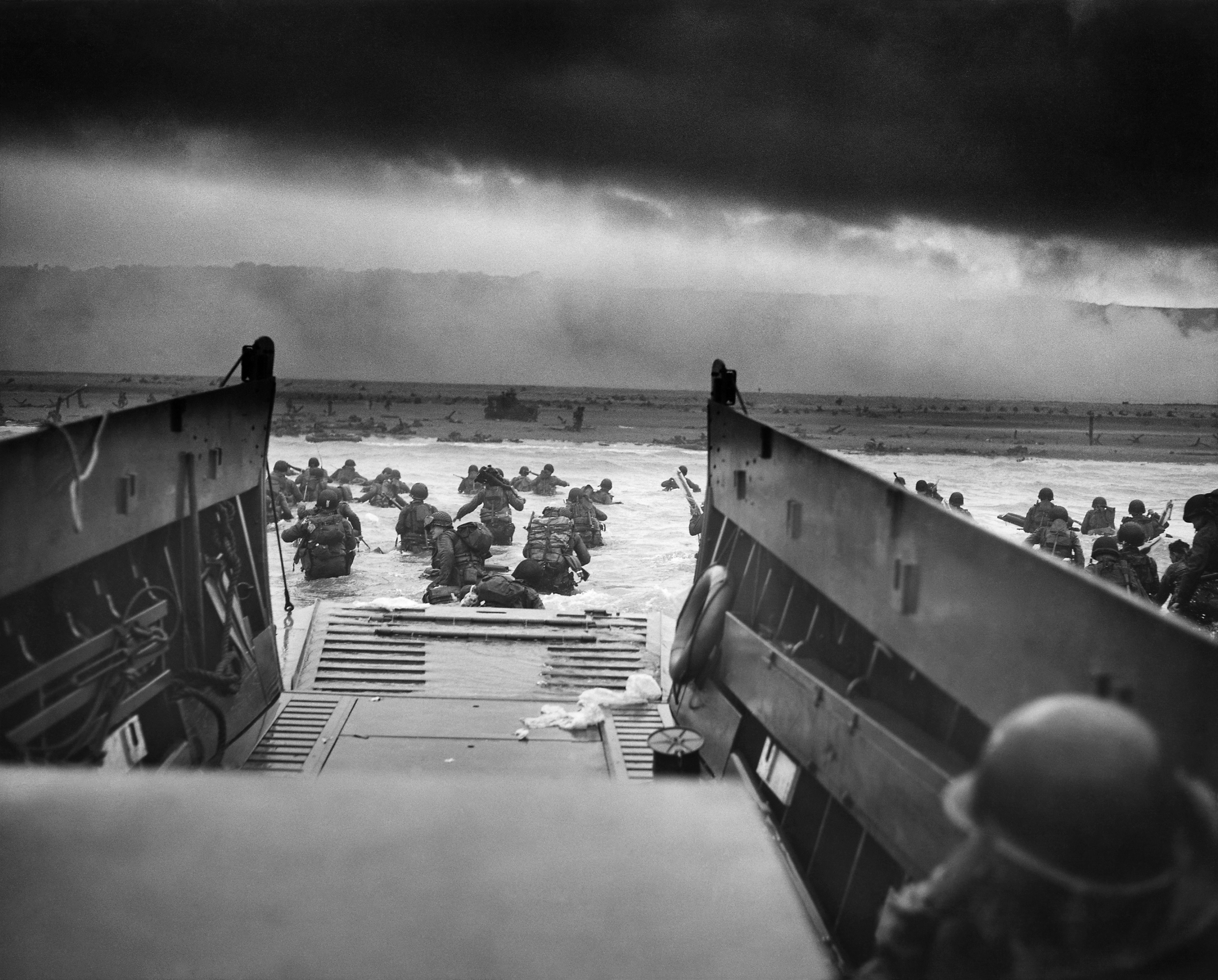
نیروهای آمریکایی در جریان پیاده‌شدن در ساحل اوماها. در جریان این عمیلیات بیش از ۱۶۰٬۰۰۰ سرباز در ساحل نرماندی پیاده‌شدند و عملیات آزادسازی فرانسه در این روز رقم خورد.

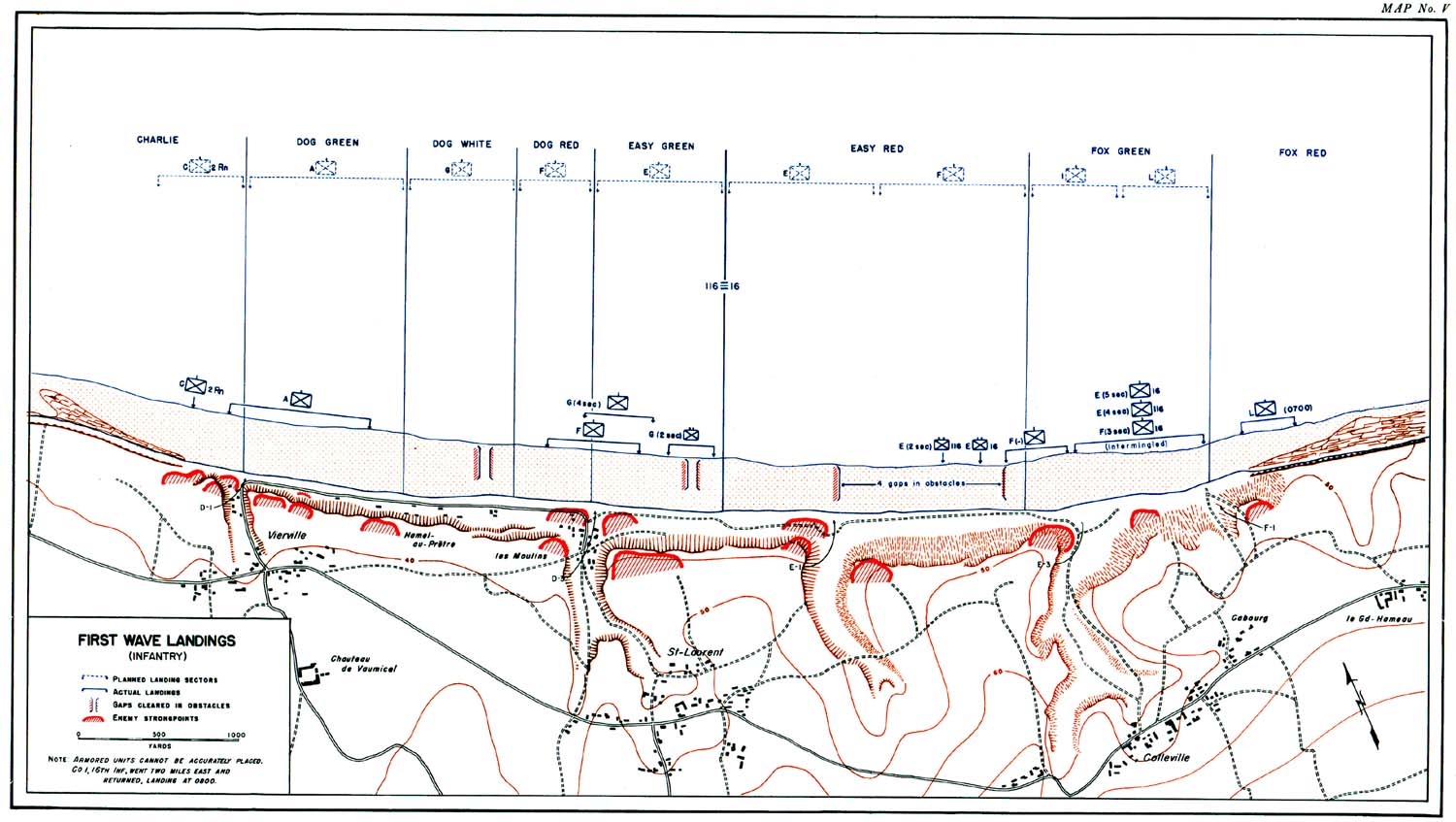
نقشه عملیاتی حمله نیروهای آمریکایی در جریان تصرف ساحل اوماها.

اوماها (به انگلیسی: Omaha) که بعدها به ساحل اوماها (به انگلیسی: Omaha Beach) شهرت یافت، نام رمز نیروهای متفقین برای منطقه‌ای ساحلی در شمال‌غربی فرانسه است که ۸ کیلومتر امتداد دارد. نیروهای متفقین در بامداد ۶ ژوئن ۱۹۴۴ و در جریان اولین بخش از عملیاتِ پیاده‌شدن در نرماندی در روز دی، موفق به تصرف این منطقه، با وجود استحکامات سنگین ارتش آلمان نازی بر ارتفاعات مشرف به ساحل شدند.